# Delphacodes teapae
Delphacodes teapae är en insektsart som först beskrevs av Fowler 1905.  Delphacodes teapae ingår i släktet Delphacodes och familjen sporrstritar. Inga underarter finns listade i Catalogue of Life.